# Leptothele bencha
Leptothele bencha är en spindelart som beskrevs av Raven och Peter J. Schwendinger 1995. Leptothele bencha ingår i släktet Leptothele och familjen Dipluridae.
Artens utbredningsområde är Thailand. Inga underarter finns listade i Catalogue of Life.